# باغ گیاه‌شناسی تورنتو
باغ گیاه‌شناسی تورنتو (انگلیسی: Toronto Botanical Garden) در ۷۷۷ خیابان لارنس شرقی در خیابان لزلی، در تورنتو، انتاریو، کانادا واقع شده‌است. TBG که "باغ کوچک با ایده های بزرگ" نامیده می شود، تقریباً چهار هکتار است و دارای 17 "باغ به اندازه شهر" است.[1] باغ گیاه‌شناسی تورنتو واقع در گوشه شمال شرقی باغ ادواردز، [2] یک سازمان غیرانتفاعی باغبانی و آموزشی است که مأموریت دارد مردم، گیاهان و جهان طبیعی را از طریق آموزش، الهام و رهبری به هم متصل کند.[3]